# Inntal Autobahn
Inntal Autobahn er en betegnelse for motorvej A12 i Østrig, der forløber fra den tyske grænse ved Kufstein (fra den tyske motorvej B93) til Zams. Ved Innsbruck støder Brenner Autobahn A13 til Inntal Autobahn. Motorvejen indgår i europavejsnettet med numrene E45 og E60.
Motorvejen er fra Kufstein til Innsbruck sammen med Brenner Autobahn en del af den vigtige strækning gennem Alperne på trafikaksen München – Verona. Den forbinder endvidere det vestlige Østrig over Deutsches Eck (motorvej A93 og A8 i Tyskland) og West Autobahn A1 med det østlige Østrig.
Den østlige del af motorvejen fra Kufstein til Innsbruck blev åbnet 1968-1972 og den vestlige del af Inntal Autobahn blev åbnet i 1980'erne. Den 5.100 meter lange Roppener Tunnel, der ligger i motorvejens vestlige del, blev dog først færdig i 1990. Tunnelen har kun ét rør med et kørespor i hvert retning. På grund af stigende trafik og flere uheld bygges nu rør nummer to, så modkørende trafik holdes adskilt. Byggearbejdet gik i gang i april 2006 og den forventes åbnet for trafik i 2010.
Inntal Autobahn var den første motorvej, der blev forsynet med elektronisk trafikstyring, hvorved der på elektroniske skilte over kørebanerne kan gives meddelelser til trafikanterne.
- Wikimedia Commons har flere filer relateret til Inntal Autobahn